# Lom (rivière)
Pour les articles homonymes, voir Lom.
Le Lom est une rivière du Cameroun.
Il prend sa source en République centrafricaine, traverse le massif de l'Adamaoua et se jette sur la Sanaga à l'Est du Cameroun.
Le Lom est un affluent de la Sanaga long de 380 km avec un dénivelé de 590 m et une pente moyenne de 1,55 % et maximale de 20 % sur 6 kilomètres avec des débits d'étiage de 10 à 42 m3/s sur l'année.

## Géographie

### Affluents
Le Pangar est un affluent du Lom. Le Pangar ou Panharan prend sa source au pied du Ngaou Ndal. Sur 100 km il coupe du nord au sud le plateau portant son nom, décrit un coude brusque vers l’est pour recevoir le Mboukou, puis prend la direction sud-sud-est pour rejoindre le Lom.
Le Lom devient lui même un affluent de la Sanaga à 5°55' de latitude et 14°08' de longitude.

### Cours
Le Lom draine la partie orientale de l'Adamaoua aux abords de la frontière de la RCA. Il couvre un bassin de 11 100 km² aux abords de Bétaré Oya. La Sanaga supérieure est représentée par le Djerem-Sanaga avec son affluent le Lom, tous deux issus de l’Adamaoua. Le cours moyen commence pratiquement dans la région de Goyoum, légèrement en aval du confluent du Lom et du Djerem.
Le Lom prend naissance en RCA sur la bordure sud-est de l’Adamaoua, vers la cote 1200 m, à soixante-dix kilomètres à l’est de Meiganga. Au bout de cinq kilomètres, il passe au Cameroun et prend ensuite la direction du sud-ouest, autour de laquelle il oscillera sur la presque totalité de son cours. Axé sur cette direction, il présente un réseau en arête de poisson déportée vers le sud-est : les affluents de rive droite, dont le Mba et le Pangar, sont les plus importants. Après avoir franchi le rebord de l’Adamaoua, son cours s’encaisse, sa pente décroît assez régulièrement. Contrairement au Djerem, le palier 900-800 m du plateau centre-sud peu marqué : tout au plus au bout de 140 km, avant d’atteindre la cote 800 m, en amont du site de Litala à 30 km au nord de Bétaré-Oya, le Lom peut développer des méandres dans une cuvette très allongée sur 30 km environ (812-800 m). Quittant cette cuvette, le Lom rejoint la cote 670, près de Bangbel, à 15 km au nord de Bétaré-Oya, au milieu d’un cirque de 25 km de long sur 10 de large bordé par des sommets voisins de 1000 m d’altitude. Cette jonction s’effectue par un bief de 30 km coupé de chutes (chutes de Bangbel). Le Lom est imité en cela par les affluents venant le rejoindre dans ce secteur, et parmi eux, en rive droite, le Mba, un de ses deux principaux affluents. Ce cirque est fermé en aval par le site de Tourake presque au droit de la station de contrôle du bac de Bétare-Oya. A cet endroit le Lom a une largeur de 80 à 100 m. Les sites de Litala et Tourake ont fait l’objet d’une prospection en 1961-1962, ils présentent tous deux une possibilité de stockage supérieure au milliard de m3. De Bétaré-Oya au confluent du Djerem, pour descendre les 40 m de dénivelée entre ces deux points, séparés de 70 km environ, le Lom étale 150 km de larges méandres oscillant en général autour de la direction sud-ouest; ce n’est qu’à 40 km avant le confluent, en zone forestière, qu’il fait un coude brusque vers le nord-ouest sur une vingtaine de kilomètres. Huit kilomètres avant de reprendre la direction de sud-ouest et vingt-trois kilomètres avant son confluent avec le Djerem, il est rejoint par le Pangar, le plus important de ses affluents. 

#### Dénivelée
La dénivelée du cours du Lom est de 590 m pour un parcours de 380 km, ce qui correspond à une pente moyenne de 1,55 %. Le profil en long présente deux décrochements : l’un, presque en tête du bassin, l’autre, aux chutes de Bangbel qui s’étagent sur 15 km avec une dénivelée totale de 120 m (cote SOO à 680).

### Hydrométrie et navigabilité
Le Lom est un bassin nettement déficitaire vis-à-vis de tous les autres bassins .de la Sanaga dont la branche Mbam est un peu plus abondante que la propre branche Sanaga.

### Faune
Ses rives sont souvent bordées de galeries forestières sur sa partie supérieure et il se trouve en zone forestière sur sa partie inférieure. 

## Activités

### Économie

#### Ruée vers l'or
Les 2 rives du fleuve font l'objet d'une exploration et exploitation pour l'or. Sur les sites des villages le long du fleuve et à proximité de Betaré Oya, les images satellite montrent une forte modification du paysage et la présence de carrières sauvages artisanales et semi-industrielles à l'abandon.  

#### Infrastructure
Un projet de pont sur le Lom est en étude. Le barrage de Lom Pangar se trouve peu avant son confluent sur la Sanaga. 

#### Pêche
La commune de Bétare-Oya est dotée d’un fort potentiel hydraulique caractérisé par le fleuve Lom qui la traverse et la situation géographique au sud du plateau de l’Adamaoua. La  réalisation du projet structurant du barrage hydro-électrique de Lom Pangar est une opportunité pour la réalisation des projets halieutiques. L’activité n’étant pas développé dans la commune, les riverains mènent l’activité de pêche de manière artisanale. La demande en sources de protéines halieutiques est constamment élevée dans la commune. Cette demande est satisfaite partiellement pendant la période allant de novembre à juin par les petits pêcheurs locaux. Le supplément est satisfait par les revendeurs des produits halieutiques avec des problèmes liés à l’hygiène.

#### Tourisme
Un projet de valorisation du tourisme autour du plan d'eau de Lom Pangar est budgétisé.